# Doris Kirchner
Doris Kirchner (* 4. Mai 1930 in Graz; † 26. März 2015 in Ahrensburg) war eine österreichische Schauspielerin.

## Leben
Sie erhielt Ende der 1940er Jahre ihre künstlerische Ausbildung am Max-Reinhardt-Seminar in Wien. Am Schauspielhaus in Graz gab sie ihr Debüt und spielte danach an verschiedenen Bühnen, darunter auch am Burgtheater.
Doris Kirchner war sehr oft in den Kinofilmen der 1950er Jahre zu sehen. Vor allem in Heimatfilmen und Filmkomödien verkörperte sie in Neben- und gelegentlich Hauptrollen das fesche Maderl, so zum Beispiel 1955 in Ja, ja, die Liebe in Tirol, einer Film-Adaption des Bauernschwanks Kohlhiesels Töchter, wo sie die Begehrenswerte der beiden ungleichen Schwestern darstellte.
Vorübergehend war Doris Kirchner mit den Filmregisseuren Franz Josef Gottlieb und Helmuth Ashley verheiratet. Von 1988 bis zum Sommer 2003 leitete sie das Bühnenstudio der darstellenden Künste, eine Schauspielschule in Hamburg.
Die seit einem Schlaganfall im Jahre 2003 demenzkranke Schauspielerin lebte zuletzt in einem Alten- und Pflegeheim in Ahrensburg bei Hamburg.
Im Jahre 2011 drehte Kirstin Poggendorff einen bewegenden Dokumentarfilm über die im Tobias-Seniorenheim in Ahrensburg lebende Schauspielerin.
Durch Recherchen des Berliner Filmforschers M. Jahnke konnte offengelegt werden, dass die ehemalige Schauspielerin unbemerkt von der Öffentlichkeit im Jahre 2015 verstorben war. 

## Filmografie

### Kinofilme
- 1950: Seitensprünge im Schnee
- 1952: Abenteuer im Schloss
- 1953: Arlette erobert Paris
- 1953: Fanfaren der Ehe
- 1953: Muß man sich gleich scheiden lassen?
- 1953: Ein Herz spielt falsch
- 1953: Ich und Du
- 1954: Die sieben Kleider der Katrin
- 1954: Verliebte Leute
- 1954: Der treue Husar
- 1955: Zwischenlandung in Paris (Escale à Orly)
- 1955: Der falsche Adam
- 1955: Ein Herz bleibt allein
- 1955: Ja, ja, die Liebe in Tirol
- 1955: Schwedenmädel (Sommarflickan)
- 1955: Meine Kinder und ich
- 1956: Der Jäger vom Roteck
- 1956: Lügen haben hübsche Beine
- 1956: Ein tolles Hotel
- 1956: Wenn Poldi ins Manöver zieht (Manöverzwilling)
- 1956: Wo die Lerche singt
- 1957: Die verpfuschte Hochzeitsnacht
- 1957: Das Glück liegt auf der Straße
- 1957: Junger Mann, der alles kann
- 1957: Die liebe Familie
- 1957: Noch minderjährig (Unter Achtzehn)
- 1957: Skandal in Ischl
- 1957: Vater, unser bestes Stück
- 1958: Schmutziger Engel
- 1959: Liebe, Luft und lauter Lügen
- 1959: Liebe auf krummen Beinen
- 1959: Der Verräter (Fernsehfilm)
- 1961: Das Riesenrad
- 1961: Die ewige Flamme (Fernsehfilm)
- 1962: Die Försterchristel
- 1963: Der Fluch der gelben Schlange
- 1963: Das Geheimnis der schwarzen Witwe
- 1966: Weiß gibt auf (Fernsehfilm)
- 1970: Wenn du bei mir bist
- 1970: Wenn die tollen Tanten kommen
- 1971: Tante Trude aus Buxtehude
- 1971: Rudi, benimm dich!

### Fernsehen
- 1963: Oberinspektor Marek : Die Vorladung
- 1964: Wolken über Kaprun